# Glinus bainesii
Glinus bainesii är en kransörtsväxtart som först beskrevs av Daniel Oliver, och fick sitt nu gällande namn av Ferdinand Albin Pax. Glinus bainesii ingår i släktet Glinus och familjen kransörtsväxter. Inga underarter finns listade i Catalogue of Life.